# Henri Estienne

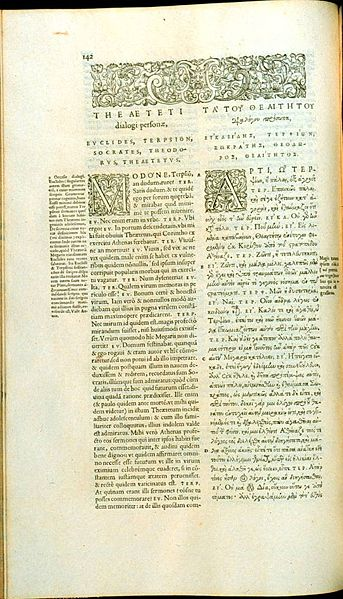
Pàgina del Teetet de Plató, imprès per Henri Estienne el 1578

Henri Estienne o en llatí Henricus Stephanus (1528 o 1531, París - † 1598, Lió) fou un impressor francès del segle xvi, fill de l'humanista Robert Estienne.

## Biografia
Henri es va mostrar interessat des de jove en les llengües clàssiques. Amb dinou anys va viatjar a Itàlia, Anglaterra i Flandes, on es va dedicar a buscar i adquirir manuscrits per a la impremta del seu pare.
El 1554 va publicar a París el seu primer treball independent, l'Anacreon. Quan va tornar a Itàlia, per ajudar a la impremta a Venècia, va descobrir una còpia de la Bibliotheca Historica de Diodor de Sicília a Roma i va tornar a Gènova el 1555.
El 1557 va fundar una impremta pròpia, i es va presentar com typographus parisiensis. L'any següent va assumir el títol d'illustris viri Hudrici Fuggeri typographus de part del seu patró Ulrich Fugger.
El 1559 va assumir la direcció de la impremta del seu pare, i s'hi va distingir com el recopilador, publicador i editor de manuscrits. Té treballs d'obres d'Atenàgores, Aristòtil i Èsquil (1557), de Diodor de Sicília (1559), de Xenofont (1561), de Sext Empíric (1562), de Tucídides (1564) i d'Heròdot (1566 i 1581). Té una edició completa dels diàlegs de Plató del 1578, que és la base de la paginació que actualment es té per estàndard.
La seva obra més famosa, el Thesaurus linguae graecae fou emprat com a base pels lexicògrafs del segle xix per als seus diccionaris. Va aparèixer el 1572, amb un suplement de quatre volums i un suplement de dos més. El nom d'aquesta obra es va utilitzar per al Thesaurus Linguae Graecae, un institut d'investigació de la Universitat de Califòrnia per a la conservació de texts grecs des de l'antiguitat.

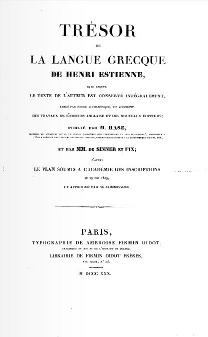
Portada d'una reedició de 1830 del Thesaurus linguae graecae (Ed.: Firmín Didot, París).

D'entre les edicions del Nou Testament grec que van sortir de la seva impremta, cal mencionar el de Théodore de Bèze amb el seu comentari. Una altra que conté el text peixitta va aparèixer el 1569. El 1565 va publicar una versió de la Bíblia en francès. Les seves pròpies edicions del Nou Testament (1576 i 1587) són notables; el text més antic que conté un tractat científic sobre el grec emprat pels evangelistes; també un comentari sobre les divisions antigues del text. El 1594 va publicar una concordança del Nou Testament. Abans ja havia traduït el catecisme de Calví al grec, text que va veure la llum el 1554.
A la seva vida privada, Henri es va casar tres cops, i va tenir catorze fills, tres dels quals van sobreviure. El seu fill Paul, nascut el 1567, va ser qui va assumir el control de les impremtes. Dos dels fills de Paul foren també impressors: Joseph a La Rochelle i Antoine, que fou impressor del rei a París el 1613.